# Mario de Luna
Mario Humberto De Luna Saucedo (Aguascalientes, 5 januari 1988) is een Mexicaans voetballer. In 2014 werd hij door C.D. Guadalajara verhuurd aan Puebla FC. 

## Clubcarrière
De Luna maakte op 9 november 2008 zijn debuut voor C.D. Guadalajara tegen Puebla FC. Op 6 september 2009 maakte hij zijn eerste doelpunt in de Primera División de México in een 2-2 gelijkspel tegen Puebla FC. 
Op 21 februari maakte het Amerikaanse Chivas USA bekend dat het De Luna samen met teamgenoten Giovani Casillas en Edgar Meija op huurbasis had aangetrokken. In een verloren competitiewedstrijd op 12 mei 2013 tegen Portland Timbers ontving Mario de Luna een gele kaart nadat hij een ballenjongen geduwd en uitgescholden had. Op 1 januari 2014, nadat zijn huurperiode bij Chivas USA verlopen was, werd hij verhuurd aan het Mexicaanse Puebla.